# Fighters Destiny
Fighters Destiny (ファイティングカップ?  Fighting Cup en Japón) es un videojuego desarrollado para la Nintendo 64 en 1998. El producto realizado por Imagineer y Genki, Fighters Destiny, fue uno de los pocos juegos de lucha que aparecieron para la Nintendo 64 ya que la mayoría aparecieron para la Sony PlayStation. Tiene unos modelos y estilo de lucha parecidos al videojuego de lucha de Sega, Virtua Fighter, aunque lleva un sistema único de puntuación. Fue muy criticado por los personajes en general del juego y su presentación poco original pero los críticos elogiaron su sistema de puntos considerándolo uno de los mejores juegos de lucha de la Nintendo 64. La secuela, Fighter Destiny 2, fue lanzada en el 2000.

## Modo de juego
En Fighters Destiny, el jugador controla un personaje poligonal sobre una arena pudiéndose mover en cualquiera de las tres dimensiones del ring. El juego es el típico juego de lucha uno contra uno sin poder utilizar armas; utilizando una gran variedad de puñetazos, patadas, bloqueos, llaves y lanzamientos mientras el jugador intenta abatir a su oponente. Al contrario que otros juegos, en este juego no es primordial acabar con toda la barra de vida del contrincante. Lo más importante es conseguir puntos hasta conseguir todos los necesarios para ganar la partida. Por quitar toda la barra de vida al contrincante y después golpearle, sólo gozamos de unos segundos para golpearle hasta que se recupere (mientras el adversario puede moverse lentamente pero no puede ni atacar ni defenderse), nos dan dos puntos. También, los escenarios tienen límites por lo que tirar a nuestro adversario nos darán un punto ( cabe destacar que, normalmente, antes de caerte del ring te puedes coger del borde y volver a subir o, como nota curiosa, aguantar en el extremo durante unos pocos instantes que podremos utilizar para tirar al adversario si está muy cerca de nosotros, aunque podemos caernos por tardar mucho). Además de los ataques básicos, cada jugador consta de unos movimientos especiales, llamados "moves", que pueden utilizarse durante el combate. Estos simples movimientos nos permitirá agarrar al adversario y realizarle una llave. Tras realizar dicho movimiento, el adversario tiene un tiempo para realizar una acción que puede ser:
- Frenar la llave, sin ninguna pérdida de vida.
- Realizar un contraataque, por lo que el tiempo para reaccionar disminuye del contrincante( no hay límite para contrarrestar pero llega un momento que es prácticamente imposible debido al tiempo).
- No hacer nada, por lo que tras realizar el contrario la llave se gana tres puntos.

También existen unos movimientos especiales, los cuales son muy lentos cuando se realizan, que si le da al adversario, sin haberse defendido, ganaremos cuatro puntos. Además, si el tiempo termina, los jueces adjudican un punto valuando la vida y las acciones.
Fighters Destiny ofrece cinco modos de juego. Está el clásico modo Vs com contra la máquina, pudiendo obtener un nuevo personaje seleccionable (Boro) y aprender nuevas habilidades para su personaje. En el modoVs player se puede luchar contra otro segundo jugador, desafiar nuestras habilidades y ganar nuevos personajes en el modo "Record Attack", jugar en el modo "Mater Challenge" para aumentar la lista de movimientos de nuestro personaje y entrenar contra un personaje robot. Cuando el jugador aprende nuevas habilidades contra la máquina o en el modo Master Challenge, pueden guardar su nueva lista de movimientos en el Controller Pak; más tarde, la nueva lista de movimientos puede ser accedida desde cualquier modo para ayudar al jugador.

## Personajes
Hay nueve personajes iniciales en Fighters Destiny: Ryuji, un maestro japonés del karate; Abdul, un luchador equilibrado de Mongolia; Tomahawk, un luchador de lucha libre de los Estados Unidos; Meiling, una mujer de china de un estilo de lucha rápido; un ninja con un gran abanico de ataques especiales; Pierre, un payaso francés con un estilo de lucha engañoso; León, un elegante luchador español; Bob, un poderoso luchador brasileño; Valerie la especialista alemana del combate aéreo.
Además de los nueve personajes principales, hay cinco personajes secretos que pueden ser desbloqueados por completar varios desafíos del modo challenge. Para obtener a Joker, por ejemplo, los jugadores deben ganar en el modo "Survival Mode" venciendo a cien enemigos consecutivos. Los otros personajes secretos son Boro, una poderosa luchadora de suiza; Rob, el robot para entrenar proveniente de Alemania, Master, un viejo japonés experto en karate y Ushi, una "vaca luchadora" de Hong Kong.

## Recepción y ventas
| Publicación               | Resultado  | Comentario                         |
| ------------------------- | ---------- | ---------------------------------- |
| IGN.com                   | 8.0 de 10  | "[El] juego de lucha más original" |
| Electronic Gaming Monthly | 6.62 de 10 |                                    |
| GameSpot                  | 7.8 de 10  | "un juego bien realizado"          |
| Nintendo Power            | 7.3 de 10  |                                    |

Fighters Destiny recibió notas muy distintas (unas buenas otras muy malas); curiosamente, los mejores análisis de la crítica venían de críticos en general con gran audiencia. Pero a pesar de las grandes críticas, el juego se lanzó tarde y se perdió los primeros días de Navidad con la consecuente baja ventas de títulos, vendiendo solo 18.000 copias en los primeros dos meses desde el lanzamiento en Norteamérica.
 Como resultado, Infogrames Entertainment (la compañía jefa de Ocean Software encargada de la distribución de Fighters Destiny) decidió rebajar 20US$ el precio inicial en mercado, cayendo el precio del juego US$49.99 ( todo esto sólo en Norteamérica). "Fighters Destiny fue elogiado como el mejor juego de lucha para la Nintendo 64 por lo gran mayoría de los medios de los videojuegos", dijo Mike Markey, vicepresidente de ventas y marketing Entertainment, "Lo principal del nuevo precio es hacer el juego más accesible a todos los consumidores".